# Svenska Vård
Svenska Vård är en branschorganisation för vårdföretag i Sverige. Ordförande är Maria Nilsson. Organisationen bildades 2009 genom att de två branschorganisationerna Privo och Sveriges Behandlingshem gick samman och har cirka 200 företag som medlemmar. Organisationen anordnar kurser och konferenser för medlemmarna.